# Haminaluodot
Haminaluodot är öar i Finland. De ligger i Finska viken och i kommunen Vederlax i landskapet Kymmenedalen, i den södra delen av landet. Öarna ligger omkring 39 kilometer öster om Kotka och omkring 150 kilometer öster om Helsingfors.
Arean för den av öarna koordinaterna pekar på är 0,3 hektar och dess största längd är 110 meter i sydöst-nordvästlig riktning. Närmaste större samhälle är Virojoki, 11,1 km norr om Haminaluodot.

## Klimat
Inlandsklimat råder i trakten. Årsmedeltemperaturen i trakten är 4 °C. Den varmaste månaden är augusti, då medeltemperaturen är 18 °C, och den kallaste är januari, med −8 °C.